# Муртоза
Мурто́за (порт. Murtosa; МФА: [muɾ.ˈto.zɐ]) — муніципалітет і містечко в Португалії, в окрузі Авейру. Розташований у північно-західній частині країни, на березі Атлантичного океану, на теренах історичної португальської провінції Бейра. Належить до Авейрівської діоцезії Католицької церкви в Португалії. Права міського самоврядування має з 1926 року. Поділяється на 4 парафії. За адміністративним поділом, чинним до 1976 року, був складовою провінції Берегова Бейра. Площа муніципалітету — 73,09 км², населення муніципалітету — 10585 ос. (2011); густота населення — 144,82 осіб/км²
. Патрон — Діва Марія. Святковий день муніципалітету — 8 вересня. Поштовий індекс — 3870.  Код місцевої адміністративної одиниці — 0112. Складова статистичного регіону Центр. Перебуває у складі великої міської агломерації Велике Авейру.

## Географія
Муртоза розташована на північному заході Португалії, на заході округу Авейру.
Містечко розташоване за 11 км на північ від міста Авейру.
Муртоза межує на півночі з муніципалітетом Овар, на північному сході — з муніципалітетом Ештаррежа, на півдні — з муніципалітетами Албергарія-а-Веля й Авейру. На заході омивається водами Атлантичного океану.

### Клімат
| Клімат Муртоза          | Клімат Муртоза | Клімат Муртоза | Клімат Муртоза | Клімат Муртоза | Клімат Муртоза | Клімат Муртоза | Клімат Муртоза | Клімат Муртоза | Клімат Муртоза | Клімат Муртоза | Клімат Муртоза | Клімат Муртоза | Клімат Муртоза |
| Показник                | Січ.           | Лют.           | Бер.           | Квіт.          | Трав.          | Черв.          | Лип.           | Серп.          | Вер.           | Жовт.          | Лист.          | Груд.          | Рік            |
| Середній максимум, °C   | 13,5           | 14,3           | 16,2           | 17,5           | 19,6           | 22,7           | 24,7           | 25,0           | 24,0           | 20,9           | 16,7           | 13,9           | 19,1           |
| Середня температура, °C | 9,3            | 10,1           | 11,5           | 12,9           | 15,1           | 18,1           | 19,9           | 19,8           | 19,0           | 16,2           | 12,3           | 9,9            | 14,5           |
| Середній мінімум, °C    | 5,1            | 5,9            | 6,8            | 8,3            | 10,6           | 13,5           | 15,0           | 14,6           | 13,9           | 11,4           | 7,9            | 5,9            | 9,9            |
| Днів з опадами          | 14             | 13             | 11             | 10             | 9              | 6              | 2              | 3              | 6              | 10             | 12             | 12             | 108            |
| ----------------------- | -------------- | -------------- | -------------- | -------------- | -------------- | -------------- | -------------- | -------------- | -------------- | -------------- | -------------- | -------------- | -------------- |
| Джерело: www.yr.no      |                |                |                |                |                |                |                |                |                |                |                |                |                |

## Історія
Містечко засновано 1926 року.

## Населення
| Кількість мешканців | Кількість мешканців | Кількість мешканців | Кількість мешканців | Кількість мешканців | Кількість мешканців | Кількість мешканців | Кількість мешканців | Кількість мешканців | Кількість мешканців | Кількість мешканців | Кількість мешканців | Кількість мешканців | Кількість мешканців | Кількість мешканців |
| ------------------- | ------------------- | ------------------- | ------------------- | ------------------- | ------------------- | ------------------- | ------------------- | ------------------- | ------------------- | ------------------- | ------------------- | ------------------- | ------------------- | ------------------- |
| 1864                | 1878                | 1890                | 1900                | 1911                | 1920                | 1930                | 1940                | 1950                | 1960                | 1970                | 1981                | 1991                | 2001                | 2011                |
| 11 080              | 12 589              | 14 221              | 13 755              | 13 489              | 13 069              | 13 310              | 13 794              | 13 172              | 12 328              | 9 040               | 9 816               | 9 579               | 9 458               | 10 585              |

## Парафії
1. Буньєйру
2. Монте
3. Муртоза
4. Торрейра